# The Mortal Instruments
The Mortal Instruments är en serie om sex fantasyböcker skrivna av Cassandra Clare. Hittills har sex böcker publicerats och alla har översatts till svenska.

## Böcker
| Nr | Originaltitel         | Svensk titel           | Utgiven år   | Svensk utgivning |
| -- | --------------------- | ---------------------- | ------------ | ---------------- |
| 1  | City of Bones         | Stad av skuggor        | 27 mars 2007 | 5 juni 2013      |
| 2  | City of Ashes         | Stad av aska           | 25 mars 2008 | november 2013    |
| 3  | City of Glass         | Stad av glas           | 24 mars 2009 | mars 2014        |
| 4  | City of Fallen Angels | Fallna änglars stad    | 5 april 2011 | juni 2015        |
| 5  | City of Lost Souls    | Förlorade själars stad | 8 maj 2012   | januari 2016     |
| 6  | City of Heavenly Fire | Himmelska eldens stad  | 27 maj 2014  | 2016             |

## Handling

### City of Bones
När femtonåriga Clary Fray går ut på Pandemonium Club i New York, räknar hon knappast att hon kommer bevittna ett mord - mycket mindre ett mord begås av tre tonåringar täckta med konstiga tatueringar och som svingar bisarra vapen. Clary vet att hon borde ringa polisen, men det är svårt att förklara ett mord när kroppen försvinner i tomma intet och mördarna är osynliga för alla utom Clary.
Lika överraskad av hennes förmåga att se dem, förklarade sig mördarna som skuggjägare: en hemlig stam av krigare tillägnade att bekämpa jorden från demoner. Inom de kommande 24 timmarna försvinner Clarys mor och Clary dödas nästan själv av en grotesk demon. Men varför skulle demoner vara intresserade av en vanlig människa som Clary och hennes mor? Och hur kunde Clary plötsligt se skuggjägare?

### City of Ashes
Clary Fray önskar bara att hennes liv kunde gå tillbaka till det normala. Men vad är normalt när man är en demonjagande skuggjägare, din mor ligger i en magisk obrytbar koma och du kan plötsligt se nedomvärldare som varulvar, vampyrer och älvor? Om Clary lämnade världen av skuggjägare bakom sig, skulle det innebära mer tid med sin bästa vän Simon, som kanske håller på att bli mer än bara en vän. Men världen av skuggjägare är inte redo att låta henne gå - särskilt inte hennes vackra, irriterande, nyfunna bror Jace. Och Clarys enda chans att hjälpa sin mor, är att spåra upp skuggjägarskurken Valentine, som förmodligen är galen och helt säkert ond - och även hennes far.
För att komplicera saken så är det någon i New York som mördar nedomvärlds- barn. Ligger Valentine bakom morden - och om han gör det, vad är det han försöker göra? När den andra av de dödliga verktygen, själssvärdet, blir stulen, kommer den skrämmande inkvisitorn för att undersöka och fokuserar helt på Jace. Hur kan Clary stoppa Valentine om Jace är villig att förråda allt han tror på att hjälpa sin far.

### City of Glass
För att rädda sin mors liv, måste Clary resa till Glasstaden, skuggjägarnas förfäders hem - och att komma in staden utan tillstånd strider mot lagen, och att bryta mot lagen kan betyda döden. För att göra saken värre, lär hon sig att Jace inte vill ha henne där, och hennes bästa vän Simon har kastats i fängelse av skuggjägare som är djupt misstänksamma mot en vampyr som tål solljus.
Allt eftersom Clary upptäcker mer om hennes familjs förflutna, finner hon en bundsförvant, den mystiska skuggjägaren Sebastian. Med Valentine som samlar så mycket kraft som möjligt av sin makt att förgöra alla skuggjägare för evigt, är deras enda chans att besegra honom, att kämpa tillsammans med sina eviga fiender. Men kan nedomvärldarna och skuggjägarna lägga undan deras hat att arbeta tillsammans? Medan Jace inser exakt hur mycket han är villig att riskera för Clary, kan hon utnyttja sin nyfunna kraft för att hjälpa till att rädda Glasstaden - men till vilket pris?

### City of Fallen Angels
Någon har dödat skuggjägarna som brukade vara i Valentines inre krets, och lämnar deras kroppar runt New York på ett sätt som är utformad för att provocera fientlighet mellan nedomvärldar och skuggjägare. Inbördes krig bland vampyrer river undervärldens samhälle isär och endast Simon - den Daylighter som alla vill ha på sin sida - kan bestämma utgången, synd att han inte vill ha någonting att göra med undervärldens politik.
Under tiden undersöker Jace och Clary ett mysterium som har personliga konsekvenser för dem - konsekvenser som kan stärka deras förhållande, eller slita det isär för alltid.

### City of Lost Souls
Demonen, Lilith, har dödats och Jace har befriats från sin fångenskap. Men när skuggjägarna kommer för att rädda honom så finner de bara blod och krossat glas. Inte bara är pojken Clary älskar borta - men så är även pojken hon hatar, Sebastian, son till sin far Valentine: en son som är fast besluten att lyckas med det deras far misslyckades med och förgöra alla skuggjägare.
Ingen magi kan hitta någon pojke, men Jace kan inte hålla sig borta - inte från Clary. När de möts igen upptäcker Clary till sin fasa vad Liliths döende magi har gjort - Jace är inte längre den pojken hon älskade. Han och Sebastian är nu bundna till varandra, och Jace har blivit vad han mest fruktade: en sann tjänare för Valentines ondska. Klaven är fast besluten att förgöra Sebastian, men det finns inget sätt att skada en pojke utan att skada den andra. Kommer skuggjägarna tveka att döda en av sina egna?

### City of Heavenly Fire
Mörker återvänder till skuggjägarnas värld. När deras samhälle faller sönder omkring dem så måste Clary, Jace, Simon och deras vänner gå samman för att bekämpa den största ondskan som nephilim någonsin har skådat; Clarys egen bror Jonathan. Ingenting i världen kan besegra honom - måste de resa till en annan värld för att hitta ett sätt att besegra honom? Liv kommer att förloras, människor offras och hela världen förändrats i den sjätte och sista delen av Mortal Instruments-serien.

## Karaktärer
- Clarissa "Clary" Adele Fray/Fairchild/Morgenstern
- Jonathan "Jace" Christopher Wayland/Morgenstern/Herondale/Lightwood
- Alexander "Alec" Gideon Lightwood
- Isabelle "Izzy" Sophia Lightwood
- Simon Lewis
- Magnus Bane
- Jonathan Christopher Morgenstern/Sebastian Verlac
- Maia Roberts
- Jordan Kyle
- Lucian "Luke" Graymark/Garroway
- Jocelyn Fairchild/Morgenstern/Fray/Graymark/Garroway
- Valentine Morgenstern
- Hodge Starkweather
- Maryse Lightwood
- Robert Lightwood

## Ytterligare böcker i Shadowhunter-serien

### Prequels
Trilogin The Infernal Devices utspelas i samma värld som The Mortal Instruments, men 130 år tidigare, år 1878 i London under den viktorianska eran. Denna trilogi består av: Clockwork Angel, Clockwork Prince och Clockwork Princess.
I trilogin The Last Hours, som utspelar sig 25 år efter The Infernal Devices, får man följa med generationen efter Tessa, Will och Jem.

### Uppföljare
Clare har tillkännagivit en trilogi som kallas The Dark Artifices som utspelas i samma värld som The Mortal Instruments och The Infernal Devices, men fem år efter TMI, ungefär år 2013-14. Denna trilogin kommer att ha nya karaktärer och fokuset kommer att skifta från New York till institutet i Los Angeles. Den första boken Lady Midnight är planerad att publiceras 2015, de två andra böckerna heter Lord of Shadows och The Queen of Air and Darkness.

## Film och TV-serie
Huvudartikel: The Mortal Instruments: Stad av skuggor
En film baserad på den första boken hade premiär den 23 augusti 2013.
Huvudartikel: Shadowhunters
En film baserad på den andra boken i serien var planerad att produceras men på grund av dålig inkomst från den första filmen så sköts produktionen upp och avstannades till sist. Den 12 oktober 2014 bekräftades det att The Mortal Instruments skulle göras om till en TV-serie. Produktionen av serien kommer troligen att starta under 2015.